# Cárdenas (San Luis Potosí)
Cárdenas è una municipalità dello stato di San Luis Potosí, nel Messico centrale, il cui capoluogo è la omonima località.
Conta 18.937 abitanti (2010) e ha una estensione di 390,85 km².